# Москворецкий пивоваренный завод
Москворе́цкий пивова́ренный заво́д — бывший пивоваренный завод в Москве, открытый в 1958 году и закрытый в 2005-м.

## История
Строительство завода началось в сентябре 1939 года. В июне 1941 года стройка в связи с началом войны была законсервирована и возобновлена лишь в октябре 1948 года. В связи с тяжёлым положением в стране строительство шло медленно, почти 10 лет.
30 июня 1959 года Николаем Петровичем Ласточкиным, главным пивоваром завода, была произведена первая варка Жигулёвского пива. 
Через две недели после первой варки в июле 1959 года, завод был включён в состав действующих предприятий Управления промышленности продовольственных товаров.
В 1970 году в целях внедрения научно-исследовательских работ, совершенствования технологических процессов, автоматизации производства Москворецкий пивоваренный  завод «Росглавпиво» был реорганизован в Москворецкий опытно-экспериментальный пивоваренный завод. Была внедрена линия по непрерывному получению пива, которая позволила значительно увеличить производственную мощность. В сентябре 1975 года завод приступил к выпуску безалкогольных напитков. Также было установлено современное оборудование, вследствие чего рентабельность предприятия возросла.
В январе 1980 года предприятие было переименовано в Москворецкий экспериментальный пивоваренный завод.
В 1983 году завод начал производство пива «Золотое кольцо» в жестяной банке. Продукция пользовалась большой популярностью, но возникли проблемы с производством жестяных банок, и в 1987 году линия была демонтирована. Тогда же было принято решение о ликвидации линии непрерывного брожения.
В 1985 году в связи с антиалкогольной кампанией было произведено сокращение части пивных мощностей в целях расширения производства кваса.
В 1990 году завод перешёл на самофинансирование и начал сотрудничество с компанией «Кока-кола». Была установлена новая линия розлива безалкогольных напитков, затем введена новая, квасоналивная станция. В 1993 году была внедрена линия розлива в ПЭТ-бутылки.
При приватизации в 1993 году предприятие получило название АО Коломенское, но вскоре было преобразовано в ОАО Москворецкий пивоваренный завод. По состоянию на 2000 год завод имел мощность около 7 млн. дал пива в год и 5 млн. дал безалкогольных напитков.
В 2001 году Москворецкий пивзавод был куплен «Центрально-Европейской пивоваренной компанией», затем компанией «Вимм-Билль-Данн» и продан ярославскому производителю фотобумаги компании ОАО «Компания Славич». В 2005 году предприятие закрыто.

## Продукция завода
В советский период своего существования предприятие производило в основном пиво общепринятых стандартных советских сортов за небольшим исключением: в 1967 году был разработан сорт «Москворецкое», позднее внедрены «Любительское» и «Русь».
После приватизации под названием «Москворецкое» выпускалась большая линейка сортов; в ассортимент завода добавились «Степное», «Берег», «Спартаковское», «Посадское», «Малышев», «Гонец», «Рауш», «Легионер», а также производились и безалкогольные напитки.